# Kościół św. Michała Archanioła i Świętej Rodziny w Białuniu
Kościół św. Michała Archanioła i Świętej Rodziny w Białuniu – katolicki kościół filialny zlokalizowany we wsi Białuń w gminie Stara Dąbrowa, w powiecie stargardzkim (województwo zachodniopomorskie). Należy do parafii Miłosierdzia Bożego w Parlinie.

## Historia i architektura
Murowany z kamieni polnych i cegły kościół został zbudowany w XV wieku. Sytuowany jest na planie prostokąta. Świątynię nakrywa dwuspadowy dach. W ścianie południowej umieszczone są dwa okna zamknięte łukiem odcinkowym oraz otrołukowy portal, obok którego znajduje się okrągła wnęka. Drugi portal, jednouskokowy i zamknięty półkoliście, znajduje się w ścianie zachodniej. W elewacji północnej znajduje się jedno okno, w elewacji wschodniej – dwa. Szczyt wschodni zdobiony jest blendami. Od zachodu do kościoła dostawiona jest drewniana, oszalowana wieża, kryta dachem dwuspadowym.
Drewniany ołtarz z kościoła w Białuniu przeniesiony został do kościoła w Starej Dąbrowie. Znajdujące się dawniej na wyposażeniu ambona, chrzcielnica z 1579 roku i kielich z 1653 roku zaginęły.
Kościół został poświęcony jako świątynia katolicka w 1947 roku i ponownie po remoncie w 1990 roku.